# Fernwanderweg

Beispiel eines Wegzeichens (Mittelweg)

Ein Fernwanderweg oder Weitwanderweg ist ein überregionaler Wanderweg für Weitwanderungen und Trekking-Touren. In manchen Wandervereinen, wie z. B. beim Schwäbischen Albverein und beim Odenwaldklub, ist auch der Begriff Hauptwanderweg, als Abkürzung HW, eingebürgert.

## Begriffsbestimmung
Allgemein zeichnen sich Weitwanderwege dadurch aus, dass sie durch unterschiedliche Regionen verlaufen und nur in mehreren Tagesetappen zu bewältigen sind. Weitwanderwege sind oft durchgehend einheitlich markiert und beschildert, oft nutzen sie regionale Wege als Teilstrecken mit. Fernwanderwege wiederum verlaufen oft entlang bestehender Weitwanderwege, wobei auf eine weitere, zusätzliche Beschilderung der Übersichtlichkeit halber meist verzichtet wird.
Der Österreichische Alpenverein verwendet zur Abgrenzung von anderen Wegebezeichnungen für einen Weitwanderweg eine Mindestlänge von 300 Kilometern sowie einen Verlauf durch mindestens drei Bundesländer/Kantone. Fernwanderwege sind 500 km oder länger und verlaufen durch mehrere (Bundes-)Staaten.
Hauptwanderstrecken sind Wege, die in der Hierarchie von markierten Wanderwegen im Gebiet eines Wander- und Gebirgsvereins auf der obersten Ebene eingeordnet sind und im Gegensatz zu Ortswanderwegen durch die gesamte Region verlaufen. Rundwanderwege nennt man Routen, die ein Weitwandern mit Rückkehr zum Ausgangsort ermöglichen.
Neben nationalen Weitwanderwegen (in der Regel einige hundert Kilometer Länge) gibt es inzwischen zwölf Europäische Fernwanderwege von mehreren tausend Kilometern Länge, die von der Europäischen Wandervereinigung (EWV) seit 1969 als Symbol europäischen Zusammenwachsens grenzüberschreitend angelegt wurden.
Neben den vielen örtlich begrenzten Wanderwegen, die der Naherholung dienen, werden Weit- und Fernwanderwege in der Regel ehrenamtlich durch die überregionalen Wander- und Alpenvereine und regionale Heimat- und Tourismusverbände sorgfältig markiert, begehbar gehalten und gepflegt, verstärkt von Initiativen wie z. B. Pilgergemeinschaften.

## Geschichte
Fernwanderwege wurden oft mit der einsetzenden Industrialisierung eingerichtet, um zusammenhängende Naturräume zu erhalten und dem Menschen zugänglich zu machen.
Heute geht es eher darum, den Breitensport des Wanderns und die Naturverbundenheit zu fördern. Dafür werden teilweise organisierte Wanderungen angeboten, die oft auch für den Transport des Gepäcks zu den jeweiligen Quartieren sorgen.

## Gütesiegel
Wanderverbände und andere Organisationen bewerten Wanderwege aufgrund verschiedener Kriterien; als besonders attraktiv erachtete Wege werden mit Gütesiegeln prämiert und meist als Prädikatswanderwege bezeichnet.
Der Deutsche Wanderverband (DWV) vergibt seit 2003 die Auszeichnung „Qualitätsweg Wanderbares Deutschland“, das Deutsche Wanderinstitut e. V. verleiht das Wandersiegel „Premiumweg“. Beide Auszeichnungen versuchen, anhand messbarer Faktoren Wege zu bewerten und geben damit den Wandergebieten die Chance, ihr Angebot zu verbessern und damit attraktiver zu machen für ihre Gäste. Der Deutsche Wanderverband unterscheidet 23 Wahl- und neun Kernkriterien. Letztere muss ein Wanderweg komplett erfüllen, die Wahleinheiten müssen auf der Gesamtstrecke alle vorkommen und innerhalb von Vier-Kilometer-Abschnitten zumindest teilweise.
Das Pendant zu den deutschen Prämierungen der Wanderwege ist in Österreich das Wandergütesiegel, welches Naturbelassenheit, Orientierungshilfen, Erlebnis und Service gewichtet.
In der Schweiz steht der Prix Rando (französisch für Wanderpreis) für originelle, innovative und qualitativ hochwertig erarbeitete Wanderwege. Im Januar 2010 wurden zum zweiten Mal besonders herausragende Wanderwege in der Schweiz mit dem Prix Rando ausgezeichnet.

## Fernwanderwege (Auswahl)
Europa
- Länderübergreifend: Europäische Fernwanderwege, GR-Fernwanderwege, Via Alpina, Bergwanderweg Eisenach–Budapest, Alpe Adria Trail, Jakobsweg, Sultans Trail, Jizoweg, Cesta hrdinov SNP

- Schweden: Blekingeleden, Bohusleden, Höglandsleden, Kungsleden, Nordkalottleden, Östgötaleden, Ostkustleden, Padjelantaleden, Roslagsleden, Sörmlandsleden, Skåneleden, Tjustleden, Utvandrarleden, Vasaloppsleden
- Finnland: Bärenrunde
- Ungarn: Országos Kéktúra (Blaue Landestour)
- Rumänien: Via Transilvanica
- Deutschland: Main-Donau-Weg, Wanderweg der Deutschen Einheit, Wandertrilogie Allgäu, Nationaler Fernwanderweg Ostsee-Saaletalsperren, Natursteig Sieg, Rheinsteig, Rothaarsteig
- Österreich: Weitwanderwege in Österreich
- Schweiz: Schweizer Fernwanderwege
- Kroatien: Premužićeva staza
- Frankreich: GR-Fernwanderwege, Grande Traversée du Jura (auch per Ski)
- Italien: Sentiero Italia, Grande Traversata delle Alpi, Alta Via Val di Susa, Sentiero della Pace entlang der Alpenfront des Ersten Weltkriegs
- Slowenien: Slovenska Planinska Pot
- Spanien: Senderos de Gran Recorrido
- Großbritannien: Fernwanderwege
- Irland: Kerry Way, Dingle Way, Beara Way, Wicklow Way, Western Way, Coastal Ulster Way (Nordirland/UK)

Afrika
- Baker Historical Trail (von Uganda in den Südsudan)
- Rim of Africa (Südafrika)

Asien
- Israel: Israel National Trail
- Jordanien: Jordan Trail
- Nepal: Annapurna Circuit (Umrundung der Annapurna in Nepal), Great Himalaya Trail (Überquerung des Himalayas unter anderem in Nepal)
- Kirgisische Republik: Kyrgyzstan Trail (Umrundung des Hochgebirgssees Yssykköl in Kirgisistan)
- Russland: Great Baikal Trail (um den Baikalsee in Russland), Frolikha Adventure Coastline Track (Nordostküste des Baikalsees in Russland),
- Türkei: Lykischer Weg (Türkei), Abraham Path

Nordamerika
- Grönland: Arctic Circle Trail, Wikingerrunde
- Vereinigte Staaten: Appalachian Trail (im Osten der USA), John Muir Trail (Sierra Nevada, Kalifornien), Pacific Crest Trail (im Westen der USA von der mexikanischen bis zur kanadischen Grenze), Continental Divide Trail (entlang der nordamerikanischen kontinentalen Wasserscheide),  Trans Canada Trail (vom Atlantik zum Pazifik in Kanada), American Discovery Trail (von Delaware nach Kalifornien quer durch die USA)

Mittelamerika
- TransPanama Trail

Südamerika
- Sendero de Chile
- Greater Patagonian Trail

Ozeanien
- Australien: Bicentennial National Trail, Heysen Trail, Bibbulmun Track, Munda Biddi Trail, Mawson Trail, Tasmanian Trail
- Neuseeland: Te Araroa Trail

Pilgerwege
- Via Francigena, Jakobsweg, Jerusalemweg, Paulusweg, Weg des Buches